# رومان بيتشفار (لاعب كرة يد مواليد 1989)
رومان بيتشفار (بالتشيكية: Roman Bečvář)‏ مواليد 18 أبريل 1989، هو لاعب كرة يد تشيكي يلعب كوسط مدافع. مثل منتخب التشيك لكرة اليد.

## سجل المنافسة
شارك في البطولات التالية:
- بطولة العالم لكرة اليد للرجال 2015
- بطولة أوروبا لكرة اليد للرجال 2014